# 劇団ポプラ
劇団ポプラ（げきだんぽぷら）は、日本の演劇（舞台・ミュージカル）の製作を手掛ける会社。創業は1978年8月で設立は1983年1月6日である。

## 概要
1978年に結成し1983年1月6日に株式会社劇団ポプラとして設立した会社で演劇（舞台・ミュージカル）の制作、運営を行い全国規模で公演を行う会社である。

## 沿革
- 1978年 8月 - 劇団ポプラ結成
- 1983年1月6日 - 株式会社劇団ポプラの設立
- 1995年9月25日 - 東京都豊島区東池袋に本社を構える。株式会社MIRAI代表の  神品信市がオーナーとなり代表権が有する。
- 1998年8月1日 - 東京都豊島区南池袋に移転。東京都稲城市に稲城本部を開設する。
- 2000年1月1日 - 本社社屋2階にレッスンスタジオを新設する。劇団ポプラの本部及び制作部を、東京都稲城市から同豊島区南池袋へ移転し経営統合を行う。
- 2006年8月1日 - 東京都港区東新橋に移転。
- 2009年 - 新人劇団員の育成強化を目的としてレッスンスタジオを社屋3階に新設する。
- 2014年3月1日 - 本部を稲城市に移転し、東京支部を港区東新橋とする。

- 2019年7月1日 - 港区新橋6丁目-9-4の7階に新スタジオを3スペース開設する。同フロアにフォトスタジオと劇団事務局も移設す。
- 2021年4月1日 - 代表取締役として渡邊雅之が就任する。前代表の町永義男は相談役に就く。

## 演劇作品
株式会社劇団ポプラの全国ツアー公演作品。（全作品／プロデューサー神品信市）
- ミュージカル『火垂るの墓』　原作/野坂昭如　脚本/神野純市　演出/木島恭
- ミュージカル『尾崎豊物語』　曲/尾崎豊　監修/須藤晃　脚本・演出/木島恭
- 2.5次元ミュージカル『オズの魔法使い』　原作/LFボーム　脚本・演出/木島恭
- ミュージカル『ピーターパンとウェンディ』　原作/J.M.B　脚本・演出/木島恭
- ミュージカル『シンドバットの大冒険』　原作/アラビアンナイトより　脚本・演出/木島恭
- ミュージカル『とべないホタル』　原作/小澤昭巳　脚本・演出/木島恭
- ミュージカル『三年寝太郎物語』　原作/山口県民話より　脚本・演出/丸尾聡
- ミュージカル『ユタと不思議な仲間たち』　原作/三浦哲郎　演出/高橋清祐
- ミュージカル『赤毛のアン』　原作/LMモンゴメリー　脚本/小松幹生　演出/高橋清祐
- ミュージカル『A・O・GG』　原作/LMモンゴメリー　脚本/小松幹生　演出/高橋清祐
- ミュージカル『チョコレート戦争』　原作/大石真　脚本/大西弘記　演出/大西弘記
- 2.5次元ミュージカル『宝島』　原作/ロバート・L・スチィーブンソン　脚本/木島恭　演出/木島恭
- 2.5次元ミュージカル『海底2万マイル』　原作/ジュールヴェルヌ　脚本・映像監督/國米修市　演出/木島恭

- 舞台『大どろぼうホッツェンプロッツ』　原作/O.L.P　演出/村上寿
- 舞台『山椒大夫』　原作/森鴎外　脚本/青山一郎　演出/小笠原響
- 舞台『チキチキバンバン』　原作/イアン･レミング　脚本/野田まさる　演出/宮武順二
- 舞台『さよならトンキー』　原作/石橋わたる　脚本/石橋わたる　演出/宮武順二
- 舞台『雪はチクタク』　原作/長崎源之助　脚本/石川武司　演出/宮武順二
- 舞台『泣いた赤鬼』　原作/浜田広介　脚本/鈴木拓弘　演出/石川武司
- 舞台『イワンの馬鹿』　原作/レフ･トルストイ　　脚本/石橋わたる　演出/安永タンク

## 加盟団体
- 社団法人日本劇団協議会（加盟名義／株式会社ポプラ）
- 社団法人日本児童青少年演劇協会（加盟名義／株式会社ポプラ）/
- 全国児童・青少年演劇協議会（加盟名義／株式会社ポプラ）
- 日本児童・青少年演劇劇団組合（加盟名義／株式会社ポプラ）
- 国際児童青少年演劇日本センターASSITEJ/理事（加盟名義／株式会社ポプラ）